# Karl Joseph Beck

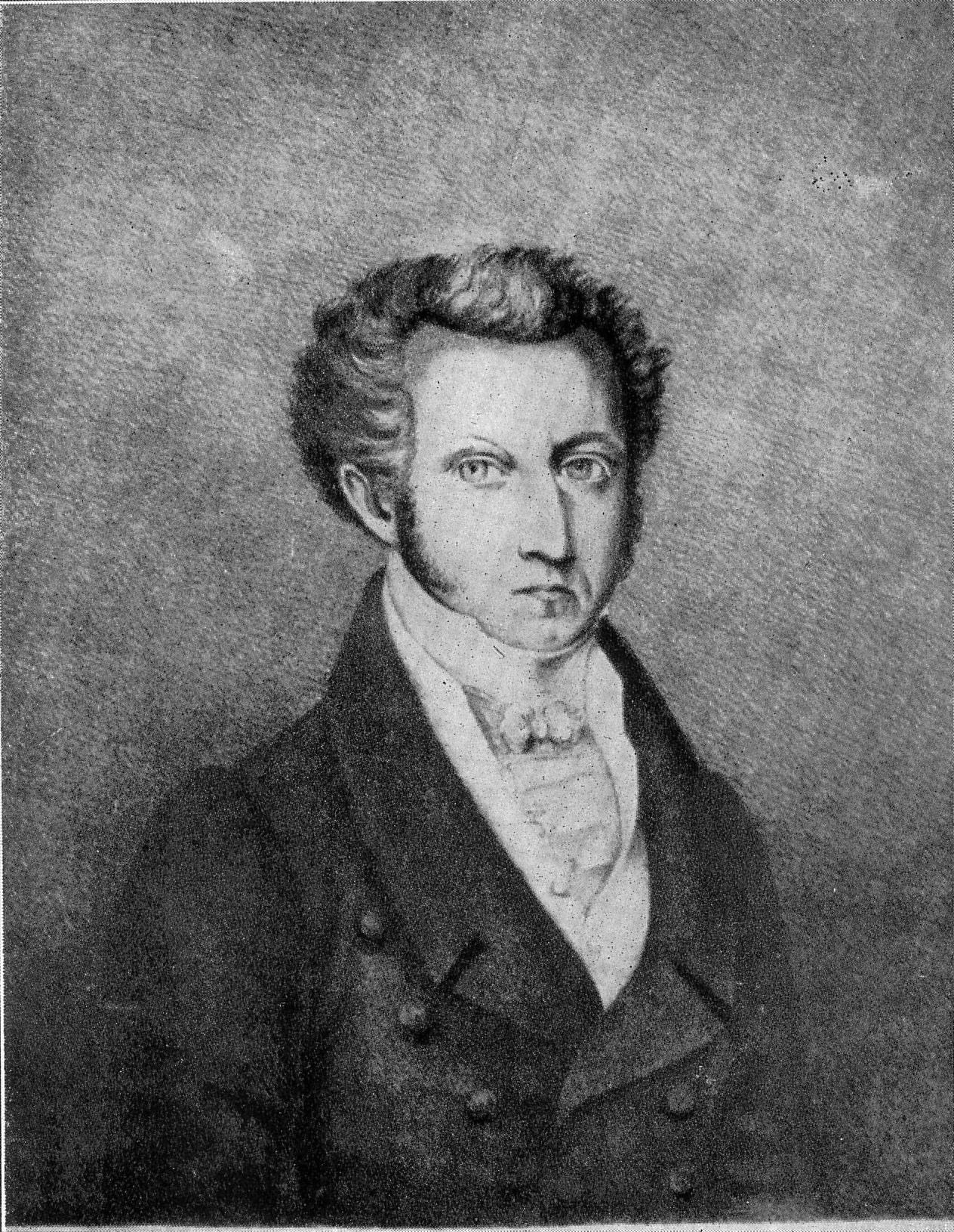
Karl Joseph Beck

Karl Joseph Beck (* 27. Juni 1794 in Gengenbach; † 15. Juni 1838 in Freiburg im Breisgau) war ein deutscher Mediziner und Hochschullehrer.

## Herkunft und Familie
Beck wurde 1794 als Sohn eines reichsstädtischen Physikus in Gengenbach geboren. Sein Vater starb unmittelbar vor seiner Geburt an Typhus. Zusammen mit seinem älteren Bruder Bernhard wuchs er im Hause des Bruders seiner Mutter, des Reichsprälaten Bernhard Schwörer auf. 1799 heiratete Becks Mutter Joseph Schwörer, einen entfernten Verwandten, und zog mit ihrer Familie zu ihm nach Freiburg.
1819 heiratete Beck Philippine Wirth, in den Jahren 1820 bis 1831 wurden ihnen die Kinder Joseph, Bernhard, Anna, Georg und Friedrich geboren.

## Leben

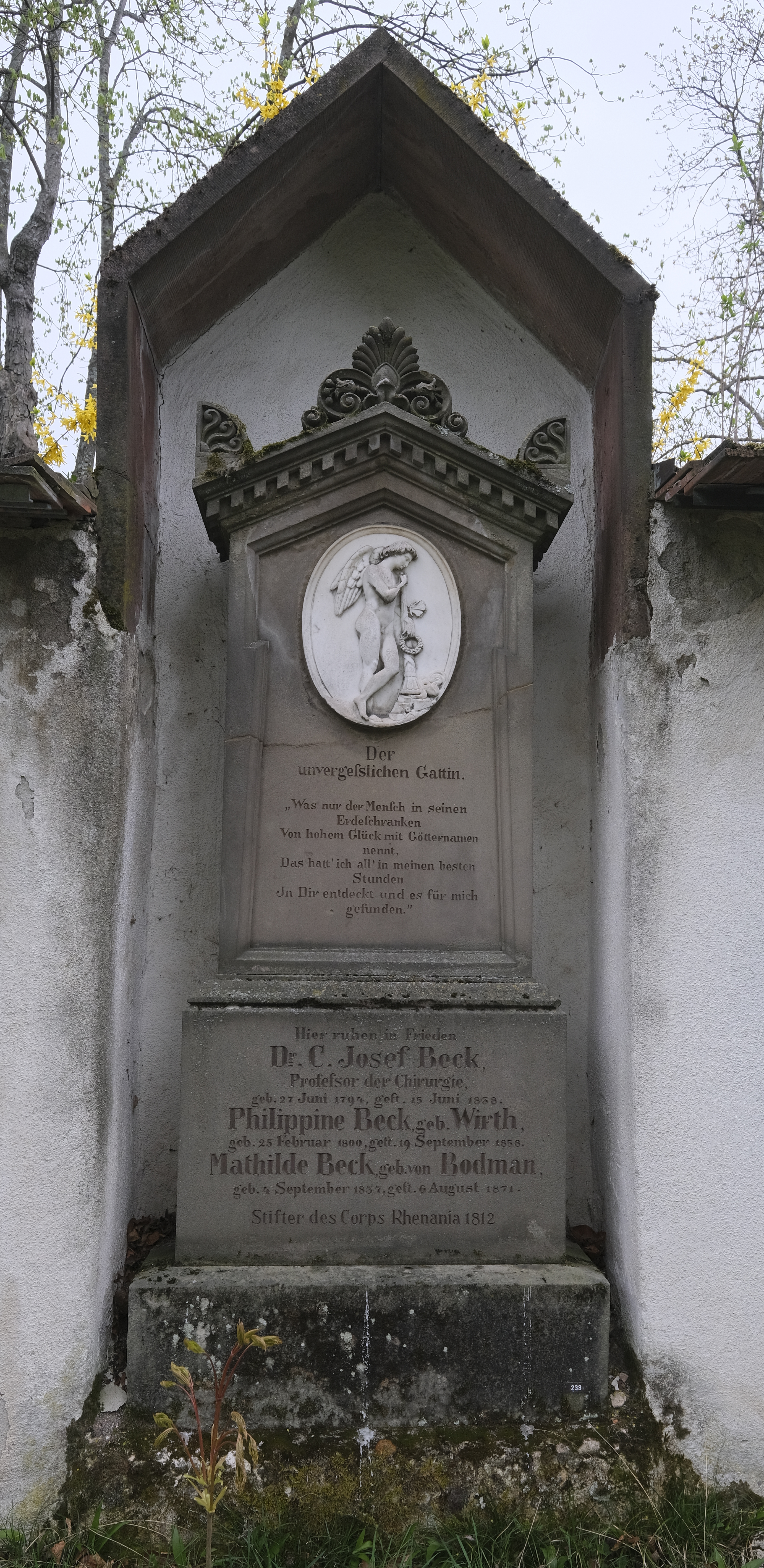
Grabstein auf dem Alten Friedhof in Freiburg

Beck besuchte das Freiburger Gymnasium, welches er bereits im Herbst 1808, also mit 14 Jahren verließ, um sich an der Universität für das Fach Philosophie einzuschreiben. Ab 1810 studierte Beck wie sein Vater an der Albert-Ludwigs-Universität Freiburg Medizin. 1812 stiftete er das Corps Rhenania Freiburg. 1813 gehörte er zu den Stiftern des Corps Suevia Tübingen. 1813 legte er sein medizinisches Examen ab. 1814 wurde er Regimentsarzt und nahm am Feldzug gegen Frankreich teil. Er wurde 1816 zum Dr. med. promoviert und unter Belassung seiner Vergütung für anderthalb Jahre beurlaubt, um sich an den Universitäten Wien, Berlin, Göttingen, Würzburg und Paris seinen wissenschaftlichen Studien zu widmen. Bereits 1818 zum a.o. Professor ernannt, arbeitete er als Assistent der Chirurgie und Geburtshilfe in Freiburg. 1819 wurde er Kreisoberarzt. Seit 1821 o. Professor, wurde Beck 1828 zum Prorektor der Albert-Ludwigs-Universität ernannt. 1829 folgte er Johann Ecker nach dessen Tode als Direktor der chirurgischen und ophthalmologischen Klinik. Ab 1830 war er Medizinalreferent am Hofgericht. Anhand seiner Berichte wurden neue Operationsmethoden auf den Gebieten der Chirurgie und Augenheilkunde eingeführt. In der Freiburger Universitätsaugenklinik ist eine Station nach ihm benannt. Sein Bildnis hängt auf dem Corpshaus der Rhenania. Beck und seine Frau sind auf dem Alten Friedhof in Freiburg begraben. Sein noch erhaltenes Grabmal schuf der Freiburger Bildhauer Josef Alois Knittel.

## Werke
- Die Krankheiten des Gehoerorganes. Ein Handbuch zum Gebrauche Seiner Vorlesungen, Heidelberg 1827
- Abbildungen von Krankheitsformen aus dem Gebiete der Augenheilkunde und einigen augenärztlichen Werkzeugen mit erläuterndem Texte, Heidelberg 1835